# 大伴理奈
大伴 理奈（おおとも りな、1994年〈平成6年〉12月16日 - ）は、ニュートラルマネジメント （NMT inc.）に所属する日本の女性モデル。
埼玉県出身。白百合女子大学フランス語フランス文学科卒業。

## 略歴
日本人の父と中国人(上海出身)の母 をもつ。中学時代はHana*Chu→の読者モデルをしていた。木津レイナ（元E-girls）とはその頃からの親友で、今でも仲が良い。
2009年9月9日、Shibuya O-EASTにて行われた『GirlsAward2009』オーディションでモデル部門グランプリを受賞。大学入学後の2012年、雑誌『CanCam』への登場を皮切りにモデルの仕事を本格化し、2014年3月よりスペースクラフトに所属。
2017年3月16日、2年間務めた山下永夏の後任として、旭化成グループの同年度キャンペーンモデルに就任。大学の卒業式の次の日がお披露目と就任式であった。埼玉県出身者の起用は1995年の八木沢れいな以来22年ぶり。また、1976年のアグネス・ラム（初代）から通算して40人目のキャンギャルとなった。
2018年5月26日、『第3回自転車安全利用TOKYOキャンペーン in 新宿通り』に出席し、新宿警察署から「自転車安全利用新宿アンバサダー」に任命される。
2021年3月29日、スペースクラフトからニュートラルマネジメントに移籍したことをTwitterで発表。

## 人物
- 4人兄妹の末っ子で、一番上の姉は20歳も離れている[2]。
- 特技はピアノ、走ること、ダンス[2]。趣味は漫画を読むこと[5]。漫画は少女漫画も読むが主に青年誌系の漫画が好きである。
- 週刊プレイボーイ に初めてグラビアで登場した際には、「1000年に一度の美肌」「日本一すっぴんが美しい22歳」 というキャッチコピーが付けられた。
- 先述の木津レイナの他、石川理咲子[8]、熊江琉衣[9]とも仲が良い。

## 出演

### テレビ番組
- ミライ☆モンスター（フジテレビ系列・2017年4月2日 - 2018年3月25日）
番組スポンサーが旭化成に変わった関係で出演。コスプレ姿で番組の次回予告を行う[ブログ 5]。
- キスマイ超BUSAIKU!?（フジテレビ） - 「マイコ」役でVTR出演（不定期）

### 広告
- NTTラーニングシステムズ「大学受験倶楽部」（2012年）[3]
- ジョイフル恵利（2012年）[3]
- 京都きもの友禅（2013年 - ）[1]
- 明光義塾（2015年）[ブログ 6]
- きものやまとECサイト「浴衣屋さん.ｃｏｍ」（2015年 - ）[ブログ 7]
- JRホテルグループ×キットカット「受験生応援キャンペーン」（2016年）[ブログ 7]
- トリンプ「AMOSTYLE」（2021年）[10]

### CM
- 日本コカ・コーラ「日本の烏龍茶 つむぎ」（2015年）[ブログ 8]
- カインズ「パンクしない自転車 キラクル」（2016年）[ブログ 9]
- 小林製薬「オードムーゲ」（2018年）[ブログ 10]
- マンナンライフ「ララクラッシュ」（2018年）[11]
- 安田女子大学（2019年）[12][13]
- 三井不動産レジデンシャル「パークホームズ仙台卸町」（2021年）[14]

### 雑誌
- CanCam（集英社、2012年 - ）
- 美的（小学館）
- 週刊プレイボーイ（小学館）
- 週刊ヤングマガジン（講談社）
- ヤングガンガン（スクウェア・エニックス）
- 週刊ビッグコミックスピリッツ（小学館）

### ネット番組
- ぷらすと by Paravi -　ぷらすとガールズ（2018年7月 - 2020年6月、不定期出演）

### ミュージックビデオ
- THE BEAT GARDEN「そんな日々が続いていくこと」（2018年）[15][16]

### イベント
- GirlsAward 2012S/S・A/W[3]、2013S/S・A/W[1]
- GirlsAward 2017A/W
- 世界らん展日本大賞「三松きものショー」（2015年2月21日、東京ドーム）[ブログ 11]
- 滋賀県守山市「一日警察署長」（2017年4月4日）[ブログ 12]
- 延岡大師祭（2017年4月14日 - 4月16日・延岡市今山大師）[ブログ 13]
- ゴールデンゲームズinのべおか2017（2017年5月6日、延岡市西階総合運動公園陸上競技場）プレゼンターとして参加[ブログ 14]
- 山梨県警察富士警察署 一日警察署長（2017年8月25日）[17]
- 稲毛神社節分祭（2018年2月3日）- “年女”として豆まきに参加[18]
- 第3回自転車安全利用TOKYOキャンペーン in 新宿通り（2018年5月26日、新宿アルタ前）[6]

### ブログ
1. ↑  “Happy Birthday ママ”. オフィシャルブログ「RinaBlo」.  CyberAgent (2017年3月20日). 2017年9月5日閲覧。
2. ↑  “久々に更新してみたよ。”. オフィシャルブログ「RinaBlo」.   CyberAgent (2015年6月13日). 2017年9月5日閲覧。
3. ↑  “成人。”. オフィシャルブログ「RinaBlo」.   CyberAgent (2015年1月14日). 2021年9月5日閲覧。
4. ↑  “2014!”. オフィシャルブログ「RinaBlo」.   CyberAgent (2014年12月31日). 2017年9月5日閲覧。
5. ↑  “ミライ☆モンスター!”. オフィシャルブログ「RinaBlo」.   CyberAgent (2017年4月3日). 2017年9月5日閲覧。
6. ↑  “お知らせ2つ!”. オフィシャルブログ「RinaBlo」.   CyberAgent (2015年3月20日). 2017年9月5日閲覧。
7. 1 2  “新年早々。”. オフィシャルブログ「RinaBlo」.   CyberAgent (2016年1月4日). 2017年9月5日閲覧。
8. ↑  “日本の烏龍茶 つむぎ CM”. オフィシャルブログ「RinaBlo」.   CyberAgent (2015年3月16日). 2017年9月5日閲覧。
9. ↑  “カインズホームCM”. オフィシャルブログ「RinaBlo」.   CyberAgent (2016年3月4日). 2017年9月5日閲覧。
10. ↑  “小林製薬 オードムーゲ”. オフィシャルブログ「RinaBlo」.   CyberAgent (2018年4月5日). 2021年9月5日閲覧。
11. ↑  “告知です。”. オフィシャルブログ「RinaBlo」.   CyberAgent (2015年2月20日). 2017年9月5日閲覧。
12. ↑  “一日警察署長”. オフィシャルブログ「RinaBlo」.   CyberAgent (2017年4月5日). 2017年9月5日閲覧。
13. ↑  “延岡大師祭り2017”. オフィシャルブログ「RinaBlo」.   CyberAgent (2017年4月19日). 2017年9月5日閲覧。
14. ↑  “GCN ゴールデンゲームズinのべおか”. オフィシャルブログ「RinaBlo」.   CyberAgent (2017年5月11日). 2017年9月5日閲覧。